# Land- und Stadtgericht Culm
Das Land- und Stadtgericht Culm war von 1802 bis 1849 ein preußisches Land- und Stadtgericht mit Sitz in Culm.

## Geschichte
Mit Reglement vom 20. August 1802 wurde für das Gebiet der Stadt Culm und des Amtes Unislaw das Land- und Stadtgericht Culm gebildet. Es gehörte zum Sprengel der Westpreußischen Regierung.
Mit dem Frieden von Tilsit endete 1807 der Vierte Koalitionskrieg mit desaströsen Folgen für Preußen. Culm wurde Teil des Herzogtums Warschau, das Land- und Stadtgericht Culm wurde aufgehoben. Stattdessen wurden nach französischem Vorbild Distrikte eingerichtet, für die jeweils ein Friedensgericht eingerichtet wurde. Die nächstgrößere Verwaltungseinheit waren die (ursprünglich sechs) Departements. In jedem Departement entstand ein bürgerliches Tribunal erster Instanz. Entsprechend entstand ein Friedensgericht Culm und für das Departement Bromberg ein Tribunal erster Instanz.
Nach der Völkerschlacht bei Leipzig brach die französische Herrschaft 1813 zusammen und das Herzogtum Warschau wurde durch preußische Truppen besetzt und in der Folge durch den Wiener Kongress aufgelöst. Zurück in Preußen wurde in Culm erneut ein Land- und Stadtgericht Culm eingerichtet. Es war nun ein Gericht 1. Klasse im Sprengel des Oberlandesgerichts Marienwerder.
Da das bis 1807 bestehende Land- und Stadtgericht Briesen (dieses umfasste die Stadt Briesen, das Amt Przydworz und das Amt Lippinken) nicht wieder hergestellt worden war, vergrößerte sich der Sprengel des Land- und Stadtgerichts Culm. Sein Gerichtsbezirk umfasste 1837 die Stadt Culm mit 5445 Gerichtseingesessenen, die Stadt Briesen mit 1390 Gerichtseingesessenen und 248 Ortschaften mit 28.860 Gerichtseingesessenen (zusammen also 35.695 Gerichtseingesessene). Am Gericht waren ein Direktor, vier Richter und zwölf weitere Mitarbeiter beschäftigt. Gerichtstage wurden in Briesen und Ostromecko gehalten.
Nach der Märzrevolution wurden 1849 einheitlich Kreisgerichte gebildet. In Culm entstand das Kreisgericht Culm.